# رحیم جهانی
رحیم جهانی (زاده ۱ ژانویه ۱۹۴۷ در کابل) (درگذشت ۲۹ نوامبر ۲۰۱۴ در کالیفرنیا) خواننده اهل افغان بود.

(عشق من) از معروف‌ترین تک‌ ‌آهنگ‌های او به شمار می‌رود. او در سال ۲۰۱۴ در کاليفرنيا، آمریکا درگذشت.